# Municipio de Krasnoperekopsk
El municipio de Krasnoperekopsk (en ucraniano: Красноперекопська міська рада, en ruso: Красноперекопский городской совет, en tártaro de Crimea: Krasnoperekopsk şeer şurası) es un municipio de Ucrania perteneciente a la República Autónoma de Crimea. Es una de las 25 regiones de la República Autónoma de Crimea. Se encuentra ubicada en el extremo norte de Crimea, en el istmo de Perekop. Su centro administrativo es la ciudad de Krasnoperekopsk.

## Municipio y localidades
El municipio de Krasnoperekopsk es de las regiones administrativas más pequeñas de la República Autónoma de Crimea. Aun así el municipio cuenta con 1 ciudad, entre las que están:
- Krasnoperekopsk